# Castello di Marchione

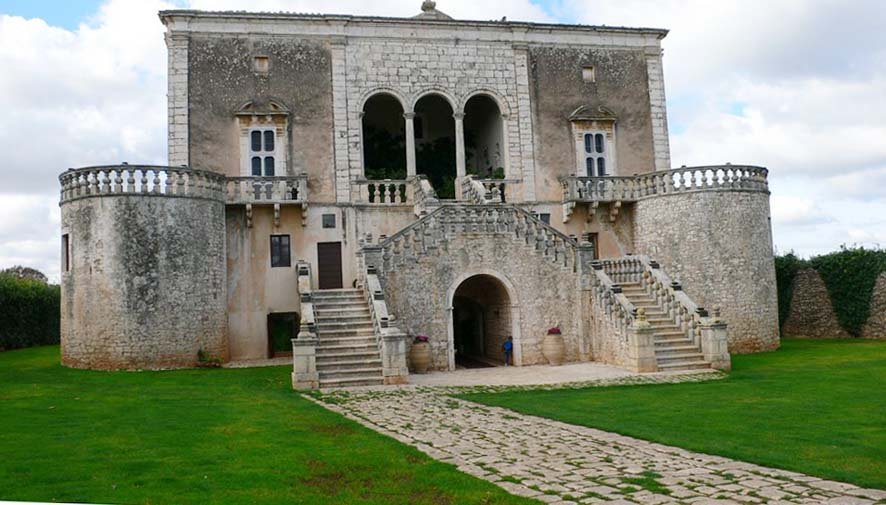
Hauptfassade des Castello di Marchione

Das Castello di Marchione, auch Villa Marchione, ist ein Landhaus aus dem 14. Jahrhundert, etwa 6 Kilometer entfernt von Conversano in der italienischen Region Apulien. Es diente den Grafen von Conversano, der Familie Acquaviva d’Aragona als Sommerresidenz.

## Beschreibung und Geschichte

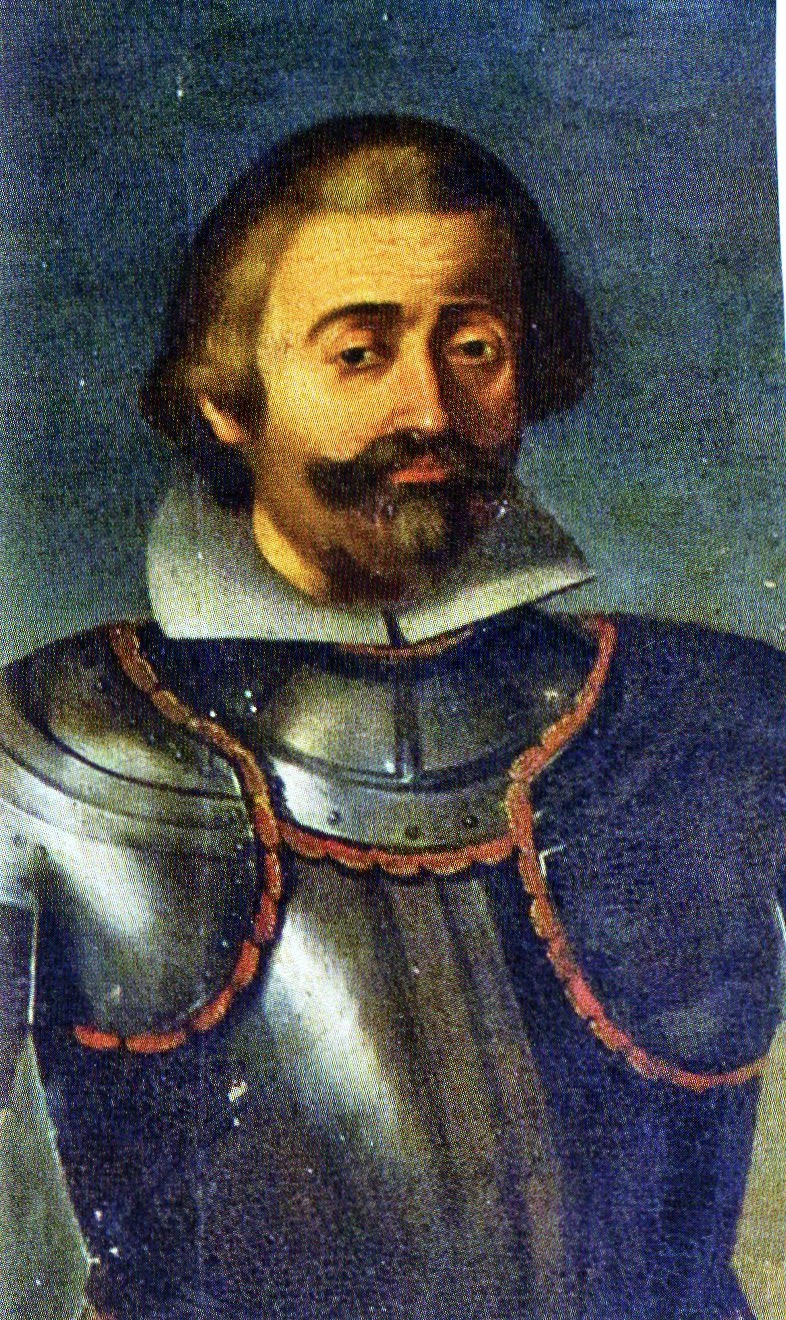
Giangirolamo II. Acquaviva d’Aragona

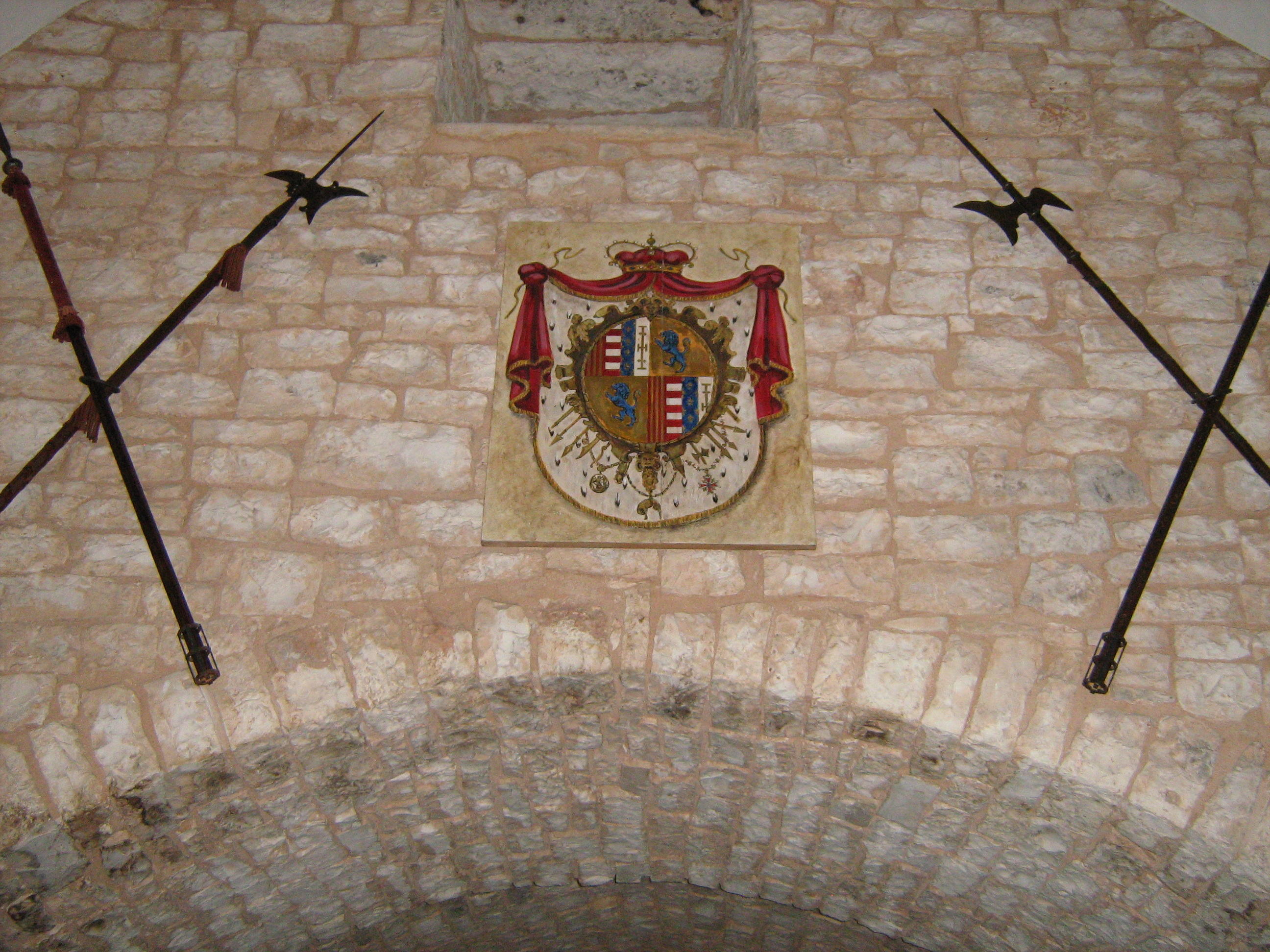
Wappen der Acquavivas d’Aragona im Landhaus

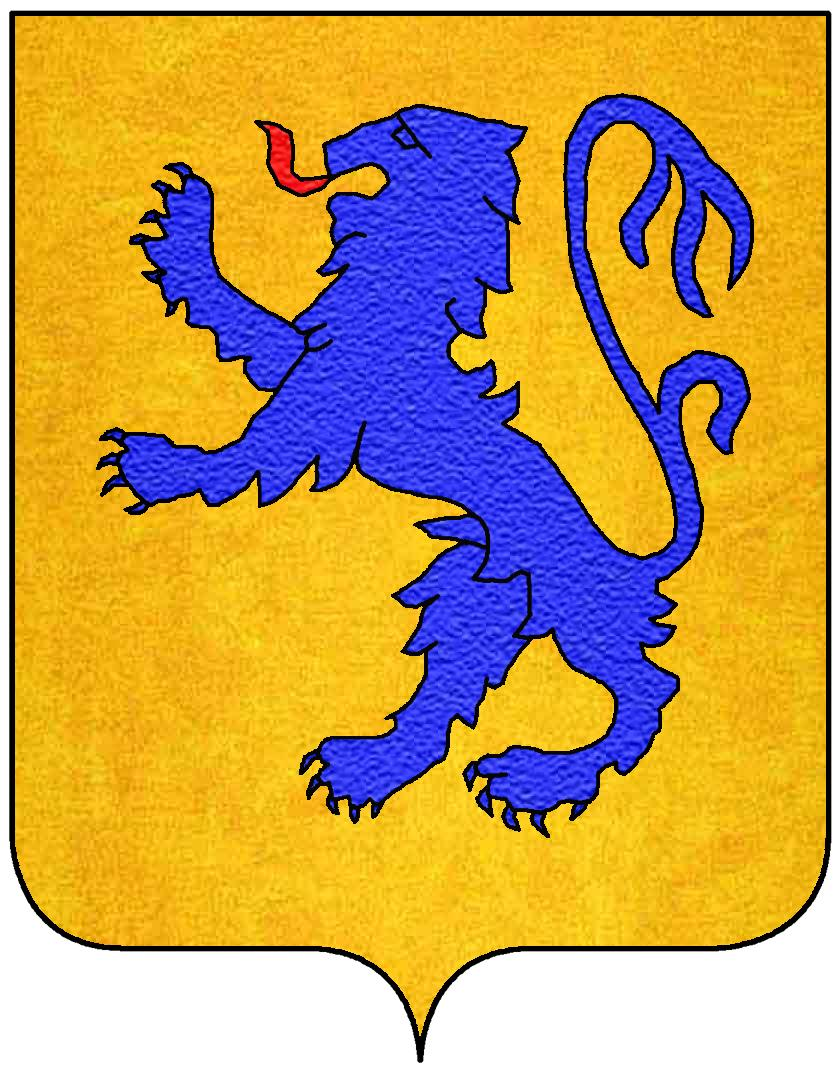
Wappen der Acquavivas d’Aragona

Das Gebäude, eingezäunt und umgeben von einem grünenden Garten, ist eigentlich ein befestigtes Landhaus, auch wenn es häufig „Castello“ (dt.: Burg, Schloss) genannt wird. Es hat einen rechteckigen Grundriss mit vier gekürzten Ecktürmen mit Dachgeländer und besteht aus einem Erdgeschoss, einem Hochparterre und einem Obergeschoss. Die Loggien der Fenster außen an der Hauptfassade stehen in Verbindung mit runden, kleinen Terrassen auf den gekürzten Ecktürmen. Die doppelte Zugangstreppe, die zu einer harmonischen Loggia mit Dreifachfenster führt, die oben genannten Balustraden und die beiden symmetrischen, dreigeteilten Fassaden charakterisieren die Konstruktion durch ihre Anmut und Eleganz.
Das mittelalterliche Erdgeschoss ist herausragend durch seinen großen Salon, der mit Gemälden, Wappen von Adligen und jagdlichen Symbolen verziert ist. Die übrigen Räume im Stile des Spätbarock sind mit zeitgenössischen Möbeln, künstlerischen Keramiken, den Porträts des Grafen von Conversano Giangirolamo II. (1600–1665) namens „Guercio delle Puglie“ und seiner Gattin, Isabella Filomarino, sowie mit einer wertvollen Holzdecke, in die das Wappen der Familie Acquaviva d’Aragona eingearbeitet ist, ausgestattet. Interessant ist auch die Kapelle mit dem barocken Gemälde, auf dem die Jungfrau mit dem Kind dargestellt ist.
Die Bedeutung des Namens des Landhauses, der auch die Gemeinde bezeichnet, ist nicht bekannt. Die Lehensnehmer von Conversano residierten den Rest des Jahres über in der mächtigen Burg in der Stadt, wohnten aber je nach Jahreszeit im kleinen Palast von Alberobello oder im Castello di Marchione, um zu jagen, umgeben von einem Dickicht von Eichen und Macchie mit einer Fläche von 1260 Hektar. Die Dorfbewohner erzählen sich von einem unterirdischen Gang, der das Landhaus mit dem ländlichen Palast verband und manchmal von dem berüchtigten Guercio, aber auch von seinen Erben, benutzt wurde.
1730 wollte der Graf Giulio Antonio III. (1691–1746), beeindruckt von der Schönheit der Gegend, das Jagdhaus in eine Adelsresidenz umwandeln und vertraute diese Aufgabe dem Architekten Luigi Vanvitelli an, der auch den Palast von Caserta schuf.
Nach dem Aufgehen der Grafschaft im Königreich Neapel 1806 geriet das Landhaus in eine traurige Situation des kulturellen und ökologischen Verfalls: Der Wald wurde abgeholzt, um das Land bearbeiten zu können, und die Anlage wurde an Bauernfamilien verpachtet, die sehr arbeitsam waren, aber auch ein wenig achtlos mit dem künstlerischen und historischen Erbe umgingen.
Um 1920 nahm die Prinzessin Giulia Acquaviva d’Aragona (1887–1972) das Castello di Marchione wieder in Besitz und leitete eine intensive und fachlich fundierte Restauration ein; ihr Sohn, ein echter Adliger und Kunstbegeisterter, Fabio Tomacelli Filomarino (1920–2003), der letzte Nachkomme des Hauses Acquaviva d’Aragona, folgte ihr nach, starb aber ohne Erben.
1976 wurde das Castello di Marchione zum Nationaldenkmal erklärt.